# Paul Düyffcke

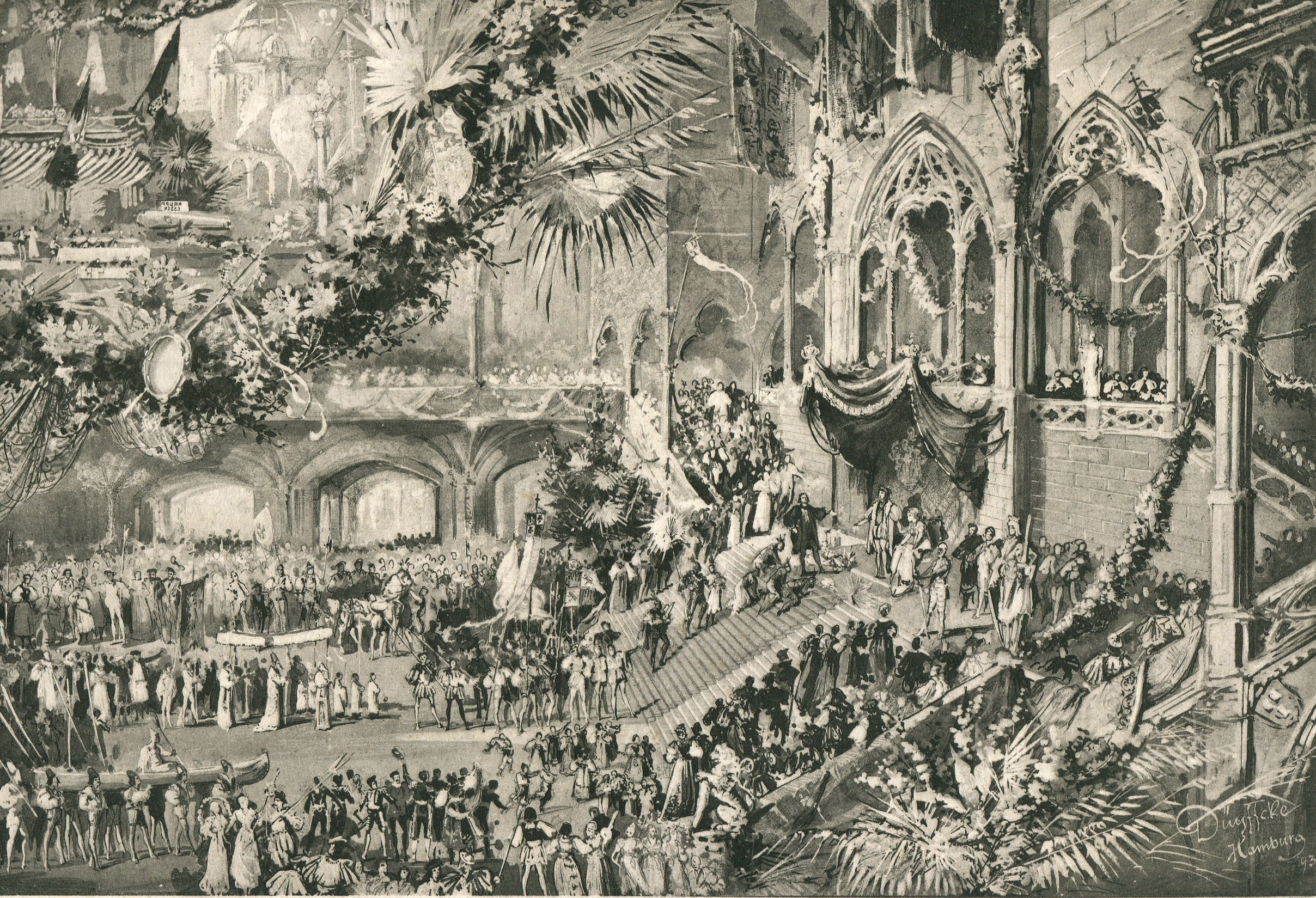
Zeichnung von Düyffcke anlässlich der Amerikafeier des Vereins für Kunst und Wissenschaft Hamburg 1893

Paul Düyffcke (auch Duyffcke; * 17. Dezember 1847 in Hamburg; † Anfang Januar 1910 ebenda) war ein deutscher Maler, Bildhauer, Medailleur und Zeichner.

## Leben
Der Sohn des Architekten C. F. J. Düyffcke arbeitete nach der Ausbildung zum Steinzeichner in Hamburg zunächst als Lithograph in der Steinzeichnerei von Edmund Ritter. Danach besuchte er die Kunstakademien in Dresden, Berlin und Weimar. Zu seinen Lehrern gehörte Leopold von Kalckreuth. Düyffcke meldete sich als Freiwilliger zum Deutsch-Französischen Krieg 1870–1871. Anschließend kehrte er nach Weimar zurück.
Von 1872 bis 1898 war Düyffcke Professor an der Hamburger Gewerbeschule. Mit seinem vielseitigen Schaffen machte er sich bald einen Namen. Er malte und fotografierte Architektur- und Landschaftsbilder, Porträts, Selbstbildnisse, Akte, Märchen- und Tierbilder und porträtierte das Hamburger Straßenleben. Er gestaltete Wanddekorationen und arbeitete als Porträtmedailleur. Er zeichnete, arbeitete mit Gouache, Aquarell und Öl, schuf Figuren und Reliefs aus Bronze und Marmor. 1893 entwarf er den Ehrenpreis des Amateur-Photographen-Vereins. Zu seinen Auftraggebern gehörte die Hamburger Kunsthalle, das Amt Ritzebüttel, der Hamburger Senat. Am bekanntesten wurde Düffcke durch seine Wanddekorationen im Hamburger Rathaus, unter anderem einem Deckengemälde im Ratskeller, die heute noch zu besichtigen sind.
1874 heiratete Düyffcke die Pianistin Marie Sander. Er engagierte sich als Mitglied im Hamburger Künstlerverein von 1832 und in der Gesellschaft für Kunst und Wissenschaft und zeichnete für deren Veranstaltungen Eintrittskarten, Speisekarten, Tanzkarten und Erinnerungsbilder.
Im Oktober 1889 wurde ihm auf Vermittlung von Bürgermeister Carl Friedrich Petersen die Ehre zuteil, dem Komponisten Johannes Brahms in Wien im Auftrag des Hamburger Senats die offiziellen Insignien zu dessen Ernennung zum Hamburger Ehrenbürger zu überbringen. An der eigentlichen Zeremonie in der Hamburger Kunsthalle im September zuvor hatte Brahms nicht teilnehmen können. Die luxuriöse Geschenkbox enthielt auch eine Gouache von Düyffcke. Die Insignien werden heute als Teil des Brahms-Nachlasses in der Gesellschaft der Musikfreunde in Wien verwahrt.

## Werke

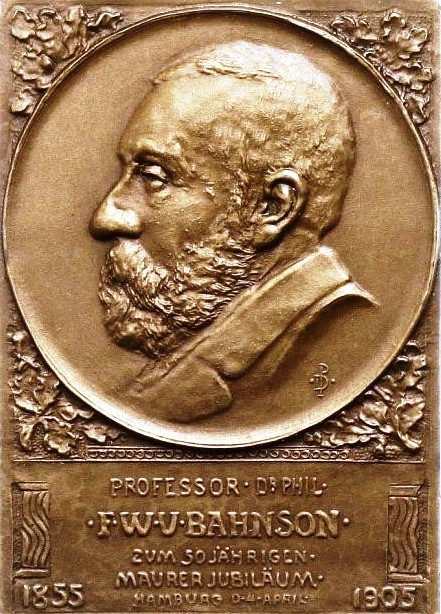
Plakette Professor Wilhelm Bahnson, geprägt zu dessen 50. Freimaurerjubiläum

Dekorationsmalereien von Düyffcke befinden sich im Reichspostgebäude, im Hamburger Rathaus und im Hotel Vier Jahreszeiten.
Gemälde und Zeichnungen verwahren die Hamburger Kunsthalle, das Museum für Hamburgische Geschichte und das Museum in Weimar.
Auch Medaillen, die er modellierte, befinden sich unter anderem in der Hamburger Kunsthalle.
Zu den bekannteren Werken gehören:
- Schlacht von Sedan
- Panorama der Stadt Hamburg
- Gemälde Michaelis-Kirche
- Statue Michael auf der Michaelis-Kirche in Hamburg
- Bronzetafel mit dem Porträt Johannes Brahms
- Plakette der Allgemeinen Gartenausstellung von 1897

Auf dem Hamburger Friedhof Ohlsdorf schuf er die Porträtreliefs an den Grabmälern Hoppmann (Architekt, 1903) und Ruths (Landschaftsmaler, 1905).